# 全翼銼齒鱂
全翼銼齒鱂，為輻鰭魚綱鯉齒目鯉齒亞目花鳉科的其中一種，分布於南美洲烏拉圭河流域，屬於肉食性，生活習性不明。

## 擴展閱讀
維基物種上的相關：全翼銼齒鱂